# Dimităr Šejtanov
Dimităr Heorhiev Šejtanov (in bulgaro Димитър Георгиев Шейтанов?, a volte traslitterato come Dimitar Sheytanov; Sofia, 15 marzo 1999) è un calciatore bulgaro, portiere del Septemvri Sofia.

## Carriera

### Club
Ha iniziato a giocare a calcio nel settore giovanile del PAS Giannina nel periodo in cui il padre militava nella squadra greca. Successivamente ha giocato nel Obelja Sofia e nel Levski Sofia, prima di passare in prestito al Leeds Utd dove ha trascorso la stagione 2018-2019 con l'Academy.
Nell'estate del 2019 è stato acquistato dal Desp. Aves, con cui ha debuttato il 21 luglio 2020 nell'incontro di Primeira Liga perso 4-0 contro il Benfica. Il 18 settembre seguente è rimasto senza contratto in seguito al fallimento del club portoghese, e nel mese di dicembre è rientrato in patria dove ha firmato con il Pirin Blagoevgrad. Utilizzato con poca frequenza, nell'ottobre del 2021 ha rescisso il contratto con il club ed il 10 gennaio del 2022 ha firmato con il Septemvri Sofia dove ha trovato da subito un posto da titolare.

### Nazionale
Ha giocato con le nazionali giovanili bulgare Under-17 ed Under-19.
Il 10 marzo 2025 ha ricevuto la prima convocazione con la nazionale maggiore in vista del duplice impegno di UEFA Nations League contro l'Irlanda. Esordisce il 6 giugno successivo, subentrando a Vucov nell'amichevole pareggiata 2-2 contro Cipro.

## Statistiche

### Presenze e reti nei club
Statistiche aggiornate al 12 marzo 2025.
| Stagione                 | Squadra                  | Campionato               | Campionato | Campionato | Coppe nazionali | Coppe nazionali | Coppe nazionali | Coppe continentali | Coppe continentali | Coppe continentali | Altre coppe | Altre coppe | Altre coppe | Totale | Totale | Totale |
| Stagione                 | Squadra                  | Comp                     | Pres       | Reti       | Comp            | Pres            | Reti            | Comp               | Pres               | Reti               | Comp        | Pres        | Reti        | Pres   | Reti   |        |
| ------------------------ | ------------------------ | ------------------------ | ---------- | ---------- | --------------- | --------------- | --------------- | ------------------ | ------------------ | ------------------ | ----------- | ----------- | ----------- | ------ | ------ | ------ |
| 2019-2020                | Desp. Aves               | PL                       | 2          | -6         | CP+CdL          | 0               | 0               | -                  | -                  | -                  | -           | -           | -           | 2      | -6     |        |
| gen.-giu. 2021           | Pirin Blagoevgrad        | 2L                       | 3          | -3         | CB              | 0               | 0               | -                  | -                  | -                  | -           | -           | -           | 3      | -3     |        |
| ago.-ott. 2021           | Pirin Blagoevgrad        | 1L                       | 1          | -3         | CB              | 0               | 0               | -                  | -                  | -                  | -           | -           | -           | 1      | -3     |        |
| Totale Pirin Blagoevgrad | Totale Pirin Blagoevgrad | Totale Pirin Blagoevgrad | 4          | -6         |                 | 0               | 0               |                    | -                  | -                  |             | -           | -           | 4      | -6     |        |
| gen.-giu. 2022           | Septemvri Sofia          | 2L                       | 15         | -13        | CB              | 1               | -2              | -                  | -                  | -                  | -           | -           | -           | 16     | -15    |        |
| 2022-2023                | Septemvri Sofia          | 1L                       | 34         | -51        | CB              | 0               | 0               | -                  | -                  | -                  | -           | -           | -           | 34     | -51    |        |
| 2023-2024                | Septemvri Sofia          | 2L                       | 34         | -26        | CB              | 0               | 0               | -                  | -                  | -                  | -           | -           | -           | 34     | -26    |        |
| 2024-2025                | Septemvri Sofia          | 1L                       | 23         | -30        | CB              | 0               | 0               | -                  | -                  | -                  | -           | -           | -           | 23     | -30    |        |
| Totale carriera          | Totale carriera          | Totale carriera          | 112        | -132       |                 | 1               | -2              |                    | -                  | -                  |             | -           | -           | 113    | -134   |        |

### Cronologia presenze e reti in nazionale
| Cronologia completa delle presenze e delle reti in nazionale ― Bulgaria | Cronologia completa delle presenze e delle reti in nazionale ― Bulgaria | Cronologia completa delle presenze e delle reti in nazionale ― Bulgaria | Cronologia completa delle presenze e delle reti in nazionale ― Bulgaria | Cronologia completa delle presenze e delle reti in nazionale ― Bulgaria | Cronologia completa delle presenze e delle reti in nazionale ― Bulgaria | Cronologia completa delle presenze e delle reti in nazionale ― Bulgaria | Cronologia completa delle presenze e delle reti in nazionale ― Bulgaria |
| Data                                                                    | Città                                                                   | In casa                                                                 | Risultato                                                               | Ospiti                                                                  | Competizione                                                            | Reti                                                                    | Note                                                                    |
| ----------------------------------------------------------------------- | ----------------------------------------------------------------------- | ----------------------------------------------------------------------- | ----------------------------------------------------------------------- | ----------------------------------------------------------------------- | ----------------------------------------------------------------------- | ----------------------------------------------------------------------- | ----------------------------------------------------------------------- |
| 6-6-2025                                                                | Plovdiv                                                                 | Bulgaria                                                                | 2 – 2                                                                   | Cipro                                                                   | Amichevole                                                              | -1                                                                      | 46’                                                                     |
| Totale                                                                  |                                                                         | Presenze                                                                | 1                                                                       |                                                                         | Reti                                                                    | -1                                                                      |                                                                         |

## Palmarès

### Club

#### Competizioni nazionali
- Vtora profesionalna futbolna liga: 2

Pirin Blagoevgrad: 2020-2021
Septemvri Sofia: 2021-2022